# Antonia Schellens

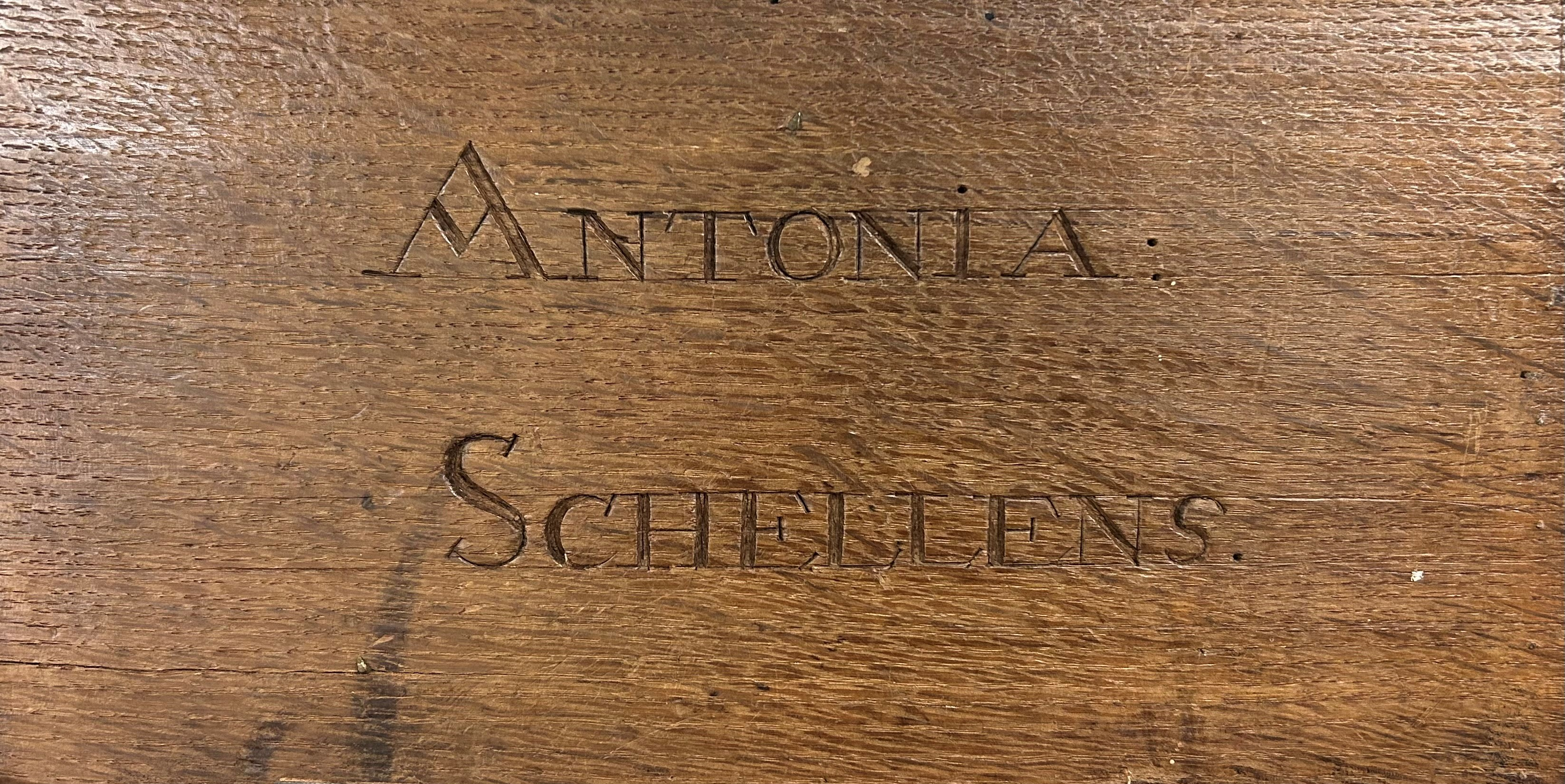
De voetbank met naaikistje van Antonia Schellens bewaard in het archief van de franciscanessen van Herentals (KADOC)

Antonia (Catharina) Schellens (Olmen, 1768 - Retie, 1850) was een Belgische kloosterzuster en -stichteres die mee aan de basis lag van de herleving van het vrouwelijke franciscaanse kloosterleven in België na de Franse tijd.

## Voorgeschiedenis
Antonia Schellens werd als Catharina Schellens geboren in Olmen en werd in 1795 geprofest als kloosterlinge bij de penitenten-recollectinen van het Sint-Agnetendal in Arendonk. Als kloosternaam koos ze 'Antonia van de Vijf Heilige Wonden'. Net als vele andere kloosters werd het Sint-Agnetendal tijdens de Franse Tijd opgeheven. In augustus 1798 werden de zusters door politieagenten verplicht hun klooster te verlaten. De zustergemeenschap raakte nadien verspreid. Antonia vond onderdak in Meerhout, waar haar broer molenaar was.   

## Kloosterstichteres in Meerhout en Retie
In 1806 hervatte Antonia in een huurhuis in Meerhout het kloosterleven samen met twee andere kloosterlingen van het voormalige Sint-Agnetendal. Andere oud-zusters voelden zich niet geroepen om zich bij de nieuwe gemeenschap aan te sluiten, deels omwille van de strenge kloosterdiscipline die Antonia in Meerhout had ingevoerd. In 1816 verhuisde de gemeenschap, met financiële steun van de familie Schellens, naar het Sint-Annadal Retie.In 1816 verhuisde de gemeenschap, met financiële steun van de familie Schellens, naar Retie waar Antonia Schellens het Sint-Annadal stichtte en kort nadien ook een school opende.

## Terug naar Arendonk
In 1819 slaagde Antonia er ook in om de oude kloostergebouwen in Arendonk terug te verwerven. Ze stuurde vervolgens enkele zusters van Retie naar Arendonk. Ondanks de blijvende overheidscontrole op het religieuze leven tijdens de periode van het Verenigd Konnkrijk der Nederlanden, leefde er vanaf dat moment opnieuw een kloostergemeenschap in het Sint-Agnetendal. Het klooster in Arendonk werd het moederhuis van Antonia's stichtingen. Er werd tevens een school en kostschool geopend.

## Nieuwe stichtingen
Met de terugkeer naar Arendonk was de stichtingshonger van Moeder Antonia Schellens nog niet gestild. Toen de staatscontrole op het religieuze leven na de Belgische Onafhankelijk wegviel, profiteerde ze van de herwonnen vrijheden om nieuwe stichtingen te ondernemen in Oosterlo (1833), Herentals (1836) en Borchtlombeek (1839). Ze kan daarom beschouwd worden als één van de belangrijkste figuren in het herstel van het vrouwelijke franciscaanse kloosterwezen in België. Ze genoot zowel de steun van enkele belangrijke Belgische franciscanen als van Engelbert Sterckx, aartsbisschop van Mechelen. Op die manier kon ze voor zichzelf een relatief onafhankelijke positie als ondernemende kloosterstichteres verwerven.

## Overlijden, nalatenschap en erfgoed
Antonia Schellens stierf in 1850 in Retie na een korte ziekte. Het was haar wens om in het stichtingshuis in Retie begraven te worden. Enkele jaren na haar dood, in 1856, werden alle door haar gestichte kloosters tot onafhankelijke diocese congregaties van franciscanessen omgevormd. Op die manier ontstonden vijf autonome congregaties. De archieven van vier van deze congregaties (Retie, Arendonk, Herentals en Oosterlo) bevinden zich als onderdeel van het archief van de Franciscanessen van Herentals op KADOC.